# Grippesaison 2020/2021
Die Grippesaison 2020/2021 betrifft die Erkrankungen mit der Virusgrippe im Zeitraum von Herbst 2020 bis Frühjahr 2021. Sie überschneidet sich mit der zugleich bestehenden COVID-19-Pandemie. Als Saison versteht man auf der nördlichen Halbkugel üblicherweise den Zeitraum zwischen der 40. Kalenderwoche (Anfang Oktober) und der 20. Kalenderwoche (Mitte Mai). Die eigentliche Welle beginnt in der Regel im Januar und dauert drei bis vier Monate.

## Impfempfehlungen und Stammanpassungen
Die Weltgesundheitsorganisation (WHO) und die Europäische Arzneimittelagentur (EMA) sprechen jährlich Empfehlungen aus, die die Basis für die Herstellung der Grippeimpfstoffe für die jeweilige Saison bilden. Die Genehmigung der Stammanpassungen für die zentral in der Europäischen Union zugelassenen Impfstoffe erfolgt durch die Europäische Arzneimittel-Agentur. Das Paul-Ehrlich-Institut (PEI) genehmigt die jährlichen Stammanpassungen für alle national in Deutschland zugelassenen Influenza-Impfstoffe.
Die WHO empfiehlt für die Zusammensetzung der Grippeimpfstoffe für die Saison 2020/2021:
Impfstoffe aus Hühnereiern:
- A/Guangdong-Maonan/SWL1536/2019 (H1N1) pdm09-like virus
- A/Hong Kong/2671/2019 (H3N2)-like virus
- B/Washington/02/2019-like virus (Victoria Linie)
- B/Phuket/3073/2013-like virus (Yamagata Linie)

Impfstoffe aus Zellkulturen oder rekombinant:
- A/Hawaii/70/2019 (H1N1) pdm09-like virus
- A/H A/Hong Kong/45/2019 (H3N2)-like virus
- B/Washington/02/2019-like virus (Victoria Linie)
- B/Phuket/3073/2013-like virus (Yamagata Linie)

Im Vergleich zu den Impfstoffen der Saison 2019/2020 wurden alle Viren mit der Ausnahme des Subtyps B Yamagata ersetzt.

## Situation in Deutschland
Die Ständige Impfkommission (STIKO) blieb 2020 bei ihrer Position, keine standardmäßige Grippeimpfung für die gesamte Bevölkerung zu empfehlen.
Eine Impfung wird laut der STIKO vor allem für Risikogruppen empfohlen, darunter Menschen, die älter als 60 Jahre sind, alle gesunden Schwangeren ab dem 2. Trimenon, Schwangere mit einer chronischen Grundkrankheit ab dem 1. Trimenon, chronisch Kranke, Mitarbeiter medizinischer Einrichtungen und Menschen, die beruflich Kontakt zu vielen Personen haben.
Dabei wird in Deutschland bereits seit längerem diskutiert, dass in der Personengruppe ab 60 Lebensjahren die Wirksamkeit der Grippeimpfung auf 30 bis 50 % nachlässt.
Laut einer Umfrage der Tageszeitung Die Welt 2020 zahlen von 26 befragten gesetzlichen Versicherungen neun allen Versicherten die Grippeschutzimpfung, die anderen nur für den Fall, dass die Versicherten zu den bekannten Risikogruppen gehören, von sechs befragten privaten Krankenversicherungen drei allen Versicherten, die übrigen drei nur Angehörigen der Risikogruppen.
Der Mediziner und Bundestagsabgeordnete Karl Lauterbach plädierte Ende September 2020 für kostenlose Grippeimpfungen für alle Versicherten.
Für den Einsatz in Deutschland stehen sieben Impfstoffe zur Verfügung, die genehmigt wurden und vermarktet werden. Es handelt sich dabei um Vierfach-Impfstoffe (tetravalent):
- Afluria Tetra 2020/2021[13]
- Flucelvax Tetra 2020/2021[14]
- Fluenz Tetra 2020/2021[15][16]
- Influsplit Tetra 2020/2021[17]
- Influvac Tetra 2020/2021[18]
- Vaxigrip Tetra 2020/2021[19]
- Xanaflu Tetra 2020/2021[20]

Bis zum 25. September 2020 wurden rund 18,1 Millionen Impfstoffdosen in Deutschland freigegeben.
Bereits zu Beginn der Grippesaison galten in Deutschland umfassende temporäre Hygieneregeln, Kontaktbeschränkungen und andere Einschränkungen des öffentlichen Lebens, die der Bekämpfung der andauernden COVID-19-Pandemie dienen sollen. Durch einen zweiten Lockdown ab 2. November 2020, unter anderem mit der Schließung der meisten Freizeiteinrichtungen und strengen privaten Kontaktbeschränkungen, wurden diese Maßnahmen verschärft. Dies sind günstige Bedingungen für eine massive Eindämmung der saisonalen Grippewelle. Erfahrungen in den nicht tropischen Industriestaaten der südlichen Halbkugel, die bereits einen Winter unter Corona-Bedingungen hinter sich hatten, zeigten u. a., dass in Australien, Chile und Südafrika zwischen April und Juli 2020 insgesamt lediglich 51 Influenza-Infektionen registriert wurden.
In Deutschland wurden bis zum 20. April 2021 dem Robert Koch-Institut nur 519 Grippefälle übermittelt. Im Vorjahr waren bis zu diesem Zeitpunkt mehr als 184.000 labormedizinisch diagnostizierte Fälle gemeldet worden. Das RKI berichtete, dass in dieser Saison von einer Zirkulation der Influenzaviren auf extrem niedrigen Niveau ausgegangen wird. Eine RKI-Sprecherin sagte, es habe in dieser Saison überhaupt keine Grippewelle gegeben. Dies sei seit Beginn der Grippeüberwachung 1992 noch nie vorgekommen.

## Situation in Österreich
Das Bundesministerium für Soziales, Gesundheit, Pflege und Konsumentenschutz empfahl aufgrund des Ergebnisses der Nationalen Impfgremiums die Influenza-Impfung für alle Erwachsenen, insbesondere für Personen ab dem vollendeten 60. Lebensjahr, chronisch Kranke, Personengruppen mit anderen Risikofaktoren sowie Personal im Gesundheitswesen und in der Altenpflege. Zur Kostenfrage teilte es mit: „Zuschüsse oder kostenfreie Impfungen gibt es bei einzelnen Arbeitgebern und Sozialversicherungsträgern und in manchen Bundesländern und ausgewählten Impfaktionen. Die Impfung für Erwachsene wird jedoch nicht generell kostenfrei zur Verfügung gestellt.“ Das Land Oberösterreich empfahl die Impfung für Kinder und Jugendliche ab dem 6. Lebensmonat (besonders jene, die soziale Einrichtungen besuchen),
Personen mit chronischen Erkrankungen, Menschen ab dem 65. Lebensjahr, Gesundheits- und Pflegepersonal, Personal in Gemeinschaftseinrichtungen und Schwangere.
2020 wurde die Grippe-Impfung für Kinder bis zum 15. Geburtstag in das Gratis-Kinder-Impfprogramm des Bundes aufgenommen.
Die Stadt Wien beschaffte bis Ende September 2020 400.000 Impfdosen. Die Ärztekammer und die Gemeinde Wien vereinbarten, dass die Impfungen gratis sein sollen. Das Impfprogramm begann am 1. Oktober. Erforderlich ist eine Anmeldung und das Mitbringen der e-Card und des Lichtbildausweises.
Zu den zugelassenen Mitteln zählen unter anderem:
- Fluenz Tetra
- Vaxigrip Tetra
- Fluad, Personen ab 65 Jahren
- Efluelda/Fluzone High Dose Quadrivalent, Personen ab 65 Jahren

## Situation in der Schweiz
In der Grippesaison 2020/2021 wurde in der Schweiz kein einziger bestätigter Grippefall verzeichnet.
In der Schweiz stehen zwei Impfstoffe zur Verfügung:
- Fluarix Tetra
- Vaxigrip Tetra (Sanofi)

Laut Bundesamt für Gesundheit (BAG) stehen insgesamt 1,2 Millionen Impfdosen für die Saison bereit.